# Andrea Doria
För andra betydelser, se Andrea Doria (olika betydelser).
Andrea Doria, född 30 november 1466 i Oneglia, död 25 november 1560 i Genua, var en italiensk furste från Genua och sjöhjälte.

## Biografi
Doria föddes i Oneglia som idag utgör en del av den liguriska staden Imperia, tillsammans med Porto Maurizio. Hans föräldrar var släkt med varandra. Han blev i en ung ålder föräldralös och blev legoknekt och stred först för påven och sen under diverse italienska kungligheter. 1503 stred han för republiken Genua på Korsika som under den här tiden lydde under Frankrike. 
Doria var från 1522 i fransk tjänst mot Spanien men bröt med Frans I 1528 efter en motsättning om Genuas ställning. Med spansk hjälp befriade han republiken från fransmännen och förnyade den gamla dogeförfattningen 1528. Han var till sin död Genuas ledande man och mellan 1531 och 1555 chef för den habsburgska flottan.
Han blev också en erkänd sjöfarare och under många år reste han på Medelhavet för den genuanska flottan och stred mot turkar och nordafrikanska pirater.

## Utmärkelser
Asteroiden 2175 Andrea Doria samt kryssningsfartyget S/S Andrea Doria är uppkallade efter honom.